# Griechische Gelbbauchunke
Die Griechische Gelbbauchunke (Bombina variegata scabra) ist eine, taxonomisch umstrittene, Unterart der Gelbbauchunke, mit Verbreitung auf der südlichen Balkanhalbinsel.

## Merkmale
Die Unterart unterscheidet sich in ihrer morphologischen Merkmalsvariation kaum von der typischen Unterart Bombina variegata variegata. Angegeben wird ein etwas höherer Anteil der Gelbfärbung der Bauchseite und stärker ausgeprägte Rückenwarzen. Bei Tieren aus dem Zentrum der Balkanhalbinsel wurden im Durchschnitt etwas längere Extremitäten als bei der typischen Unterart gemessen. Dies könnte durch genetische Introgression durch die Rotbauchunke, mit der die Gelbbauchunke Hybride ausbildet, erklärt werden. Zwischen beiden Arten ist bei benachbartem Vorkommen eine schmale Hybridzone von oft nur wenigen Kilometern Breite ausgeprägt. Neuere genetische Daten deuten aber auf keine ausgeprägte Introgression abseits der schmalen Hybridzonen selbst hin. Beide Unterarten sollen sich auch in einigen Rufparametern unterscheiden.
Eine morphometrische Analyse der Gelbbauchunken vom zentralen Balkan (bei der Morphometrie werden zahlreiche einzelne morphologische Maßzahlen miteinander verrechnet) ergab drei unterscheidbare Gruppen: eine nördliche, die der typischen Unterart Bombina variegata variegata entspräche, und zwei untereinander verschiedene südliche Linien, die von den Autoren als zwei Populationsgruppen der Unterart Bombina variegata scabra interpretiert wurden.

## Genom und Genetik
Die Unterart ist in ihrer Haplotyp-Ausstattung sehr ähnlich zu den Gelbbauchunken im nördlich und westlich anschließenden Areal, die der typischen Unterart zugerechnet werden. Es wird angenommen, dass dies auf Hybridisierung von Tieren aus verschiedenen eiszeitlichen Refugien auf der Balkanhalbinsel zurückgeht, von denen sich eine Linie dann nacheiszeitlich weiter nach Norden ausbreiten konnte. Die genetischen Daten deuten auf verschiedene eiszeitliche Refugien der Gelbbauchunke hin; neben einem (oder zwei) in Süditalien (aus denen die Italienische Gelbbauchunke hervorging, heute meist als Unterart Bombina variegata pachypus aufgefasst, aber von vielen Autoren als eigenständige Art betrachtet) existierten verschiedene Refugien im Süden der Balkanhalbinsel und nach den genetischen Daten offenbar ein weiteres, bisher übersehenes in den rumänischen Karpaten. Detailliertere Untersuchungen der genetischen Struktur zeigten, dass die nördlich und westlich verbreiteten Tiere (der typischen Unterart) genetisch den Tieren aus den Karpaten ähnlicher sind. Die Tiere auf dem Balkan bilden eine genetisch abgrenzbare Klade. Allerdings ist diese genetische Linie deutlich weiter nach Norden hin verbreitet als die nach klassischen Methoden abgegrenzte Grenze zwischen den Unterarten. Außerdem ergab sich eine kleine, genetisch klar abgrenzbare Population in den Rhodopen als genetisch eigenständig, die keiner bisher unterschiedenen Unterart entspricht. Anzeichen für eine Introgression wurden nur in eine Richtung, von der Populationsgruppe auf dem Balkan in die karpatische Linie, gefunden, nicht in die andere Richtung. Diesen Daten nach ist eine genetisch unterscheidbare Populationsgruppe auf dem Balkan, die auf die Struktur der eiszeitlichen Refugien zurückgeht, erkennbar. Die klassische Gliederung in Unterarten wird allerdings von den Daten nicht unterstützt (vgl. dazu auch die Untersuchung von Heike Pröhl und Kollegen aus 2021).

## Verbreitung
Nach den morphometrischen Daten von Tanja Vukov und Kollegen ist eine Abgrenzung zwischen morphologisch unterscheidbaren Gruppen im Norden (B.v.variegata) und Süden (B.v.scabra) entlang einer Linie entlang der Flüsse Neretva, Drina, Westliche Morava, Morava und Nišava möglich. Die Griechische Gelbbauchunke wäre südlich dieser Linie verbreitet. Diese Grenzlinie zwischen den Unterarten wurde im Handbuch der Reptilien und Amphibien Europas akzeptiert. Damit ergäbe sich ein Verbreitungsgebiet im Südwesten von Bosnien und Herzegowina, in Süd-Serbien und im Kosovo, in Albanien, Nordmazedonien, West- und Zentral-Bulgarien und Griechenland. Die Südgrenze der Verbreitung (sie entspräche gleichzeitig der südlichen Verbreitungsgrenze der Art) läge in den Bergmassiven des Giona und Parnass in Griechenland.
Wie oben angegeben, korrespondiert diese Grenze nicht zu einer genetisch erkennbaren Populationsstruktur.